# Gutenzell-Hürbel
Gutenzell-Hürbel är en kommun i Landkreis Biberach i det tyska förbundslandet Baden-Württemberg. Kommunen består av ortsdelarna (tyska Ortsteile) Gutenzell och Hürbel. Folkmängden uppgår till cirka 1 800 invånare, på en yta av 37,86 kvadratkilometer. Kommunen bildades 1 januari 1975 genom en sammanslagning av kommunerna Gutenzell och Hürbel.
Kommunen ingår i kommunalförbundet Ochsenhausen tillsammans med staden Ochsenhausen och kommunerna Erlenmoos och Steinhausen an der Rottum.

## Befolkningsutveckling
| Befolkningsutvecklingen i Gutenzell-Hürbel 1975–2015 | Befolkningsutvecklingen i Gutenzell-Hürbel 1975–2015 | Befolkningsutvecklingen i Gutenzell-Hürbel 1975–2015 | Befolkningsutvecklingen i Gutenzell-Hürbel 1975–2015 | Befolkningsutvecklingen i Gutenzell-Hürbel 1975–2015 |
| ---------------------------------------------------- | ---------------------------------------------------- | ---------------------------------------------------- | ---------------------------------------------------- | ---------------------------------------------------- |
|                                                      |                                                      |                                                      |                                                      |                                                      |
| År                                                   |                                                      |                                                      | Folkmängd                                            | Areal (ha)                                           |
| 1975                                                 | 1975                                                 |                                                      | 1 441                                                | 3 784                                                |
| 1980                                                 | 1980                                                 |                                                      | 1 464                                                | 3 786                                                |
| 1985                                                 | 1985                                                 |                                                      | 1 438                                                | 3 787                                                |
| 1990                                                 | 1990                                                 |                                                      | 1 533                                                |                                                      |
| 1995                                                 | 1995                                                 |                                                      | 1 647                                                | 3 786                                                |
| 2000                                                 | 2000                                                 |                                                      | 1 840                                                |                                                      |
| 2005                                                 | 2005                                                 |                                                      | 1 867                                                |                                                      |
| 2010                                                 | 2010                                                 |                                                      | 1 827                                                |                                                      |
| 2015                                                 | 2015                                                 |                                                      | 1 837                                                |                                                      |
|                                                      |                                                      |                                                      |                                                      |                                                      |